# 阿尔胡森
阿尔胡森，是西班牙埃斯特雷马杜拉巴达霍斯省的一个市镇。总面积19平方公里，总人口240人（2001年），人口密度13人/平方公里。